# Polanisia uniglandulosa
Polanisia uniglandulosa là một loài thực vật có hoa trong họ Màng màng. Loài này được (Cav.) DC. miêu tả khoa học đầu tiên năm 1824.